# Отрубы (Гомельская область)
Отрубы (бел. Адрубы) — деревня в Новомарковичском сельсовете Жлобинского района Гомельской области Белоруссии.

## География

### Расположение
В 43 км на юг от Жлобина, 17 км от железнодорожной станции Ящицы (на линии Жлобин — Калинковичи), 81 км от Гомеля.

## Гидрография
На реке Березина (приток реки Днепр).

## Транспортная сеть
Транспортные связи по просёлочной, а затем автомобильной дороге Бобруйск — Гомель. Планировка состоит из дугообразной широтной улицы, застроенной двусторонне деревянными усадьбами.

## История
Согласно письменным источникам, поселение известно с XVIII века как хутор в Речицкого повета Минского воеводства Великого княжества Литовского. После 2-го раздела Речи Посполитой (1793 год) в составе Российской империи. Согласно переписи 1897 года находились пристань, магазин, в Якимово-Слободской волости. В 1930 году организован колхоз «Красная Березина». Во время Великой Отечественной войны оккупанты сожгли 23 двора и убили 2 жителей, 54 жителя погибли на фронтах. Согласно переписи 1959 года в составе колхоза «Коммунист» (центр — деревня Кабановка).
До 2013 года входила в состав Кабановского сельсовета, ныне упразднённого.

## Население
- 1850 год — 40 дворов, 217 жителей.
- 1897 год — 49 дворов, 326 жителей (согласно переписи).
- 1925 год — 102 двора.
- 1940 год — 120 дворов, 405 жителей.
- 1959 год — 343 жителя (согласно переписи).
- 2004 год — 38 хозяйств, 57 жителей.